# Kardinaaldwerghoningeter
De kardinaaldwerghoningeter (Myzomela cardinalis) is een zangvogel uit de familie Meliphagidae (honingeters).

## Verspreiding en leefgebied
Deze soort komt voor in Melanesië en Polynesië en telt acht ondersoorten:
- M. c. pulcherrima: San Cristobal en Uki Ni Masi (de zuidoostelijke Salomonseilanden).
- M. c. sanfordi: Rennell (de zuidelijke Salomonseilanden).
- M. c. sanctaecrucis: Torreseilanden (Vanuatu) en Santa Cruz-eilanden (de oostelijke Salomonseilanden).
- M. c. tucopiae: Tikopia (de oostelijke Salomonseilanden).
- M. c. tenuis: noordelijk Vanuatu.
- M. c. cardinalis: zuidelijk Vanuatu.
- M. c. lifuensis: Loyaliteitseilanden (oostelijk van Nieuw-Caledonië).

## Status
De grootte van de populatie is niet gekwantificeerd maar de soort wordt omschreven als algemeen in het hele verspreidingsgebied. Op de Rode lijst van de IUCN heeft deze soort de status niet bedreigd.